# Merlin Entertainments
Merlin Entertainments est, depuis 2007 avec sa filiale Tussauds Group, le second groupe de loisirs au monde derrière Walt Disney Parks and Resorts. Créée en 2004, la société est basée à Poole dans le Dorset au Royaume-Uni et est détenue en majorité par le fonds d'investissements Blackstone.

## Histoire
En mai 2005, Blackstone rachète Merlin Entertainment pour 102 millions de livres. Merlin gère alors les parcs de loisirs Sea Life Centres, Dungeons, Seal Sanctuary et Earth Explorer, ou vingt-huit attractions dans huit pays européens.
En juillet 2005, Blackstone Group rachète quatre parcs Legoland au groupe The Lego Group pour 456 millions de dollars. Les parcs acquis sont associés à la gestion des Sea Life Centres et London Dungeons. Avec cette acquisition, Merlin est renommé Merlin Entertainments Group (détenu à 30 % par Lego Group) et devient la 9e entreprise de parcs d'attractions au monde. Puis en novembre 2006, Merlin Entertainments rachète Gardaland, le premier parc d'attractions en Italie au vu de la fréquentation, pour 643 millions de dollars. Après cette acquisition, Merlin Entertainments gère 37 lieux touristiques dans 10 pays européens et un parc à thèmes en Californie,. Elle possède de nombreux partenariats avec à la fois des établissements publics et privés comme Disney ou WWF.
En 2007, la société achète Tussauds Group pour un milliard de £ au groupe Dubai International Capital qui prend une participation de 20 % dans le nouvel ensemble. Le nouveau groupe gère des sites touristiques dans 16 pays et compte alors plus de 13 000 employés.
Début 2010, la ville de Blackpool rachète le complexe de la Blackpool Tower ainsi que Louis Tussaud’s Waxworks, un musée de cire situé à proximité et choisit d'en confier la gestion à Merlin Entertainments le 30 mars 2010. Le groupe prend en main la gestion en novembre 2010. Au pied de la tour se trouve le Blackpool Tower Aquarium. Le groupe prévoit de transformer celui-ci en Blackpool Tower Dungeon, le musée de cire deviendrait un Madame Tussauds et concernant la tour, Merlin va mettre à profit son expérience de la gestion de London Eye, notamment en y incluant un cinéma 4-D,.

Ancien Logo de Merlin Entertainments.

Le 17 décembre 2010, Merlin Entertainments annonce avoir racheté à l'australien Village Roadshow une partie de sa division parcs de loisirs pour 115 millions de $ qui comprend : Sydney Aquarium, Sydney Wildlife World, Oceanworld Manly, Sydney Tower, Hamilton Island Wildlife Park dans le Queensland, ainsi que Kelly Tarlton's Antarctic Encounter and Underwater World à Auckland.
En 2011, Merlin Entertainment signe un accord pour exploiter le parc allemand CentrO.Park et le rouvre en tant que Sea Life Abenteuer Park en 2013. Fin 2013, Merlin Entertainments fait son entrée à la bourse de Londres en plaçant 20 % de son capital en flottant. L'entreprise prévoit de lever £200 millions, en partie pour combler sa dette de £1,2 milliard. En 2014, la sortie du film La Grande Aventure Lego accélère la croissance du carnet de commandes des parcs Legoland. La société signe un partenariat avec DreamWorks Animation pour l'ouverture d'une attraction Shrek. En 2015, Merlin Entertainments annonce le lancement de Legoland en Chine.
En juin 2013, le parc Earth Explorer est revendu au groupe allemand Blueprint Entertainment.
En 2015, seize personnes sont gravement blessées à la suite d'un accident à Alton Towers situé à Staffordshire. Le groupe prévient alors que cet accident mènera probablement à une mauvaise publicité qui impactera les résultats du groupe cette année-là, l'entreprise finit avec un profit de £250 millions, en hausse de 3,9 %. En septembre 2016, Merlin écope d'une amende de £5 millions pour ne pas avoir respecté les lois en vigueur sur la construction de son attraction.

## Attractions
- The Dungeons est un groupe d'expositions ludiques sur le thème médiéval :
  - Amsterdam  Pays-Bas
  - Blackpool  Angleterre,  Royaume-Uni
  - Berlin  Allemagne
  - Édimbourg  Écosse,  Royaume-Uni
  - Hambourg  Allemagne
  - London Dungeon  Angleterre,  Royaume-Uni
  - The Castle Dungeon au château de Warwick  Angleterre,  Royaume-Uni
  - York  Angleterre,  Royaume-Uni

- Gardaland à Castelnuovo del Garda, avec une trentaine d'attractions, une dizaine de spectacles et un complexe hôtelier, est le plus important parc d'attractions en  Italie.

- Legoland est une chaîne achetée en 2005 au groupe Lego basé au Danemark. La marque Lego continue de posséder 30 % de cette société. Il existe actuellement plusieurs parcs à thèmes Legoland, une dizaine de centres d'attractions et de découvertes Legoland Discovery Centres ainsi que des parcs aquatiques, dont :
  - Legoland Billund situé à Billund,  Danemark.
  - Legoland California situé à Carlsbad,  États-Unis.
  - Legoland Deutschland situé à Guntzbourg,  Allemagne.
  - Legoland Florida situé à Winter Haven,  États-Unis.
  - Legoland Malaysia situé dans l'État de Johor,  Malaisie.
  - Legoland New-York situé à Goshen, État de New York,  États-Unis.
  - Legoland Windsor situé à Windsor,  Royaume-Uni.
  - Legoland Discovery Centre installé sur la Potsdamer Platz de Berlin,  Allemagne.
  - Legoland Discovery Centre à Schaumburg à Chicago,  États-Unis.
  - Legoland Discovery Centre à Trafford Center à Manchester,  Royaume-Uni.
  - Legoland Discovery Centre à Fort Worth à Dallas,  États-Unis.
  - Legoland Discovery Centre à Atlanta,  États-Unis.
  - Legoland Discovery Centre à Kansas City,  États-Unis.
  - Legoland Discovery Centre à Odaiba à Tokyo,  Japon.
  - Legoland Discovery Centre à Toronto,  Canada.
  - Legoland Discovery Centre à Oberhausen, Rhénanie-du-Nord-Westphalie,  Allemagne.
  - Legoland Discovery Centre à Westchester,  États-Unis.
  - Legoland Water Park à Carlsbad,  États-Unis
  - Legoland Water Park à Winter Haven,  États-Unis

- Sea Life Centres est un ensemble d'une trentaine de centres situés en Europe, en Océanie et aux États-Unis, dont :
  - Allemagne : Sea Life Abenteuer Park à Oberhausen, Berlin, Hanovre, Königswinter, Constance, Munich, Oberhausen, Spire et Timmendorfer Strand
  - Australie, Nouvelle-Zélande : Sydney Aquarium, Manly Oceanworld, Kelly Tarlton's Antarctic Encounter and Underwater World[18]
  - Belgique : Blankenberghe
  - Espagne : Benalmádena
  - États-Unis : Sea Life Carlsbad à Carlsbad, Phoenix, Dallas, Minnesota
  - Finlande : Helsinki
  - France : Sea Life Paris au Val d'Europe à Disneyland Paris
  - Irlande : Bray
  - Italie : Gardaland Sea Life à Gardaland, Jesolo
  - Pays-Bas : Schéveningue
  - Portugal : Porto
  - Royaume-Uni : Blackpool, Birmingham, Brighton, Great Yarmouth, Loch Lomond, Sea Life Londres, Scarborough et Weymouth

- L'entité Sea Life Centres gère aussi des sanctuaires marins à partir des deux centres suivants :
  - the Hunstanton Sea Life Sanctuary
  - the Scottish SEA LIFE Sanctuary à Oban.

- Parcs animaliers :
  - Sydney Wildlife World,  Australie
  - Hamilton Island Wildlife Park,  Australie

### Tussauds Group
- Les Musées de cire Madame Tussauds
  - Amsterdam  Pays-Bas
  - Bangkok  Thaïlande
  - Berlin  Allemagne
  - Blackpool  Royaume-Uni ouvert au printemps 2011
  - Hollywood  États-Unis
  - Hong Kong  Hong Kong
  - Las Vegas  États-Unis
  - Londres  Royaume-Uni
  - New York  États-Unis
  - Shanghai  Chine
  - Vienne  Autriche ouvert en 2011
  - Washington  États-Unis
  - Tokyo  Japon ouvert en 2013
  - Sydney  Australie ouvert au printemps 2012

- The London Eye  Royaume-Uni
- Blackpool Tower  Royaume-Uni
- Sydney Tower  Australie
- Château de Warwick  Royaume-Uni

- Quatre parcs à thèmes :
  - Alton Towers dans le Staffordshire  Royaume-Uni
  - Chessington World of Adventures dans le Surrey  Royaume-Uni
  - Heide Park à Soltau  Allemagne
  - Thorpe Park dans le Surrey  Royaume-Uni

### Hôtels
- Alton Towers Conference Centre, Staffordshire,  Royaume-Uni
- Gardaland Hotel, Vénétie,  Italie
- Hotel Legoland, Billund,  Danemark
- Port Royal Hôtel, Basse-Saxe,  Allemagne
- Safari Lodge Holiday Inn, Surrey,  Royaume-Uni
- Splash Landings Hôtel, Staffordshire,  Royaume-Uni
- The Alton Towers Hôtel, Staffordshire,  Royaume-Uni

### Anciennes attractions
- Earth Explorer est une ancienne attraction scientifique orientée sur la manière dont les éléments forment notre planète à Ostende en  Belgique.
- Gardaland Waterpark ancien parc aquatique à Milan en  Italie.